# Vol TANS Perú 204
Le 23 août 2005, à 15 h 09 heure locale, le vol TANS Perú 204, un vol intérieur régulier de la compagnie aérienne péruvienne TANS Perù, s'est écrasé dans la jungle amazonienne au Pérou, près de l'aéroport de Pucallpa, tuant 40 des 98 personnes présentes à bord.
Le Boeing 737-200 Adv assurant ce vol transportait 91 passagers et 7 membres d'équipage entre la capitale, Lima, et la localité amazonienne d'Iquitos, avec une escale prévue à Pucallpa. La plupart des 91 passagers présents à bord étaient péruviens, mais on comptait également onze américains, un australien, une espagnole, quatre italiens et une colombienne.

## Avion et équipage

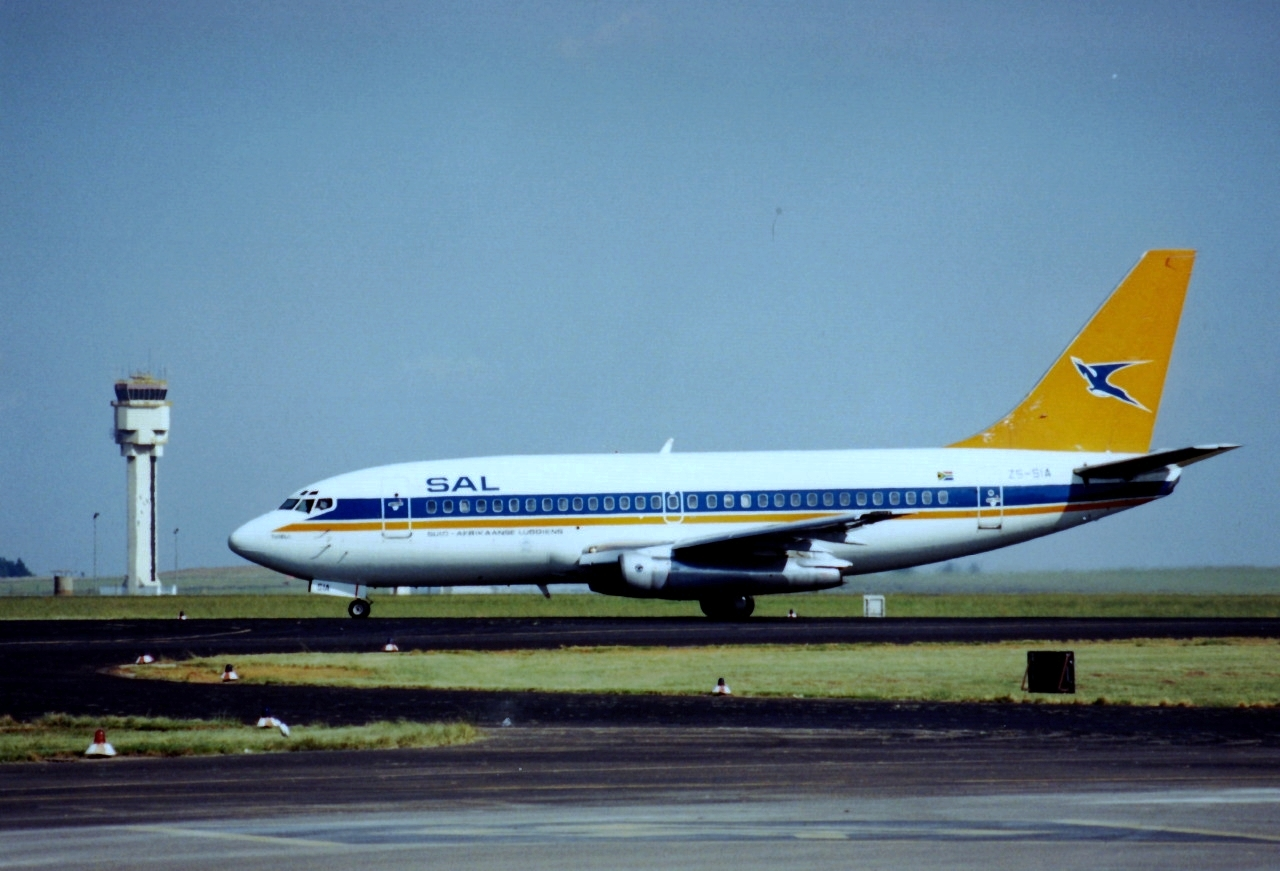
L'appareil impliqué dans l'accident, avec son ancienne immatriculation (ZS-SIA), ici en mars 1998, alors qu'il opérait pour South African Airways.

L'appareil concerné était un Boeing 737-244 Adv âgé de 24 ans, un biréacteur court/moyen-courrier de première génération, immatriculé OB-1809-P (numéro de série 22580/787) et équipé de deux moteurs Pratt & Whitney JT8D-17A. Il a effectué son vol inaugural le 4 août 1981 et a été initialement livré à South African Airways, avec comme immatriculation ZS-SIA. Au moment de l'accident, il cumulait 49 865 heures de vol et 45 262 cycles de vol (décollage/atterrissage).
Le commandant de bord est Octavio Pérez Palma Garreta, 45 ans, qui totalise 5 867 heures de vol, dont 3 763 heures sur Boeing 737. Le copilote est Jorge Luis Pinto Panta, 37 ans, qui compte 4 755 heures de vol, dont 1 109 heures de vol sur 737 ; Gonzalo Chirinos Delgado, 38 ans, pilote en formation, est également présent à bord. Il totalise 2 700 heures de vol, dont seulement 61 sur 737.

## Conditions de l'accident
L'accident s'est produit vers 16 h 20 (21 h 20 UTC), à environ 6 kilomètres de l'aéroport de la ville de Pucallpa, située à 490 kilomètres au nord-est de la capitale, Lima, alors que l'avion était en phase d'approche.
Un front froid inhabituel se développait dans les environs de Pucallpa, quelques minutes avant l'accident, avec le sommet des nuages à une altitude estimé de 45 000 pieds (14 000 m). Au lieu de se détourner vers un autre aéroport, l'équipage a initié l'approche vers l'aéroport de Pucallpa dans des mauvaises conditions météorologiques (pluies torrentielles, chute de grêle et fortes rafales de vent).
Environ 10 minutes avant l'heure prévue de l'atterrissage, le vol 204 a rencontré de violentes turbulences. Réalisant que l'aéroport ne pouvait pas être atteint en toute sécurité en raison de la détérioration des conditions météorologiques, les pilotes ont tenté un atterrissage d'urgence. L'avion a ensuite traversé une violente averse de grêle pendant les 32 dernières secondes du vol, avant de rapidement perdre de l'altitude en raison d'un cisaillement de vent et de heurter la cime des arbres.
Le vol 204 s'est finalement écrasé dans un terrain marécageux situé à 7 km de la piste. L'appareil s'est disloqué en plusieurs tronçons, et a pris immédiatement feu après l'impact initial, laissant une traînée de débris et de carburant en feu longue d'1,5 km et large de 30 m, l'épave de l'avion a ensuite été ravagée par l'incendie qui suivit le crash.

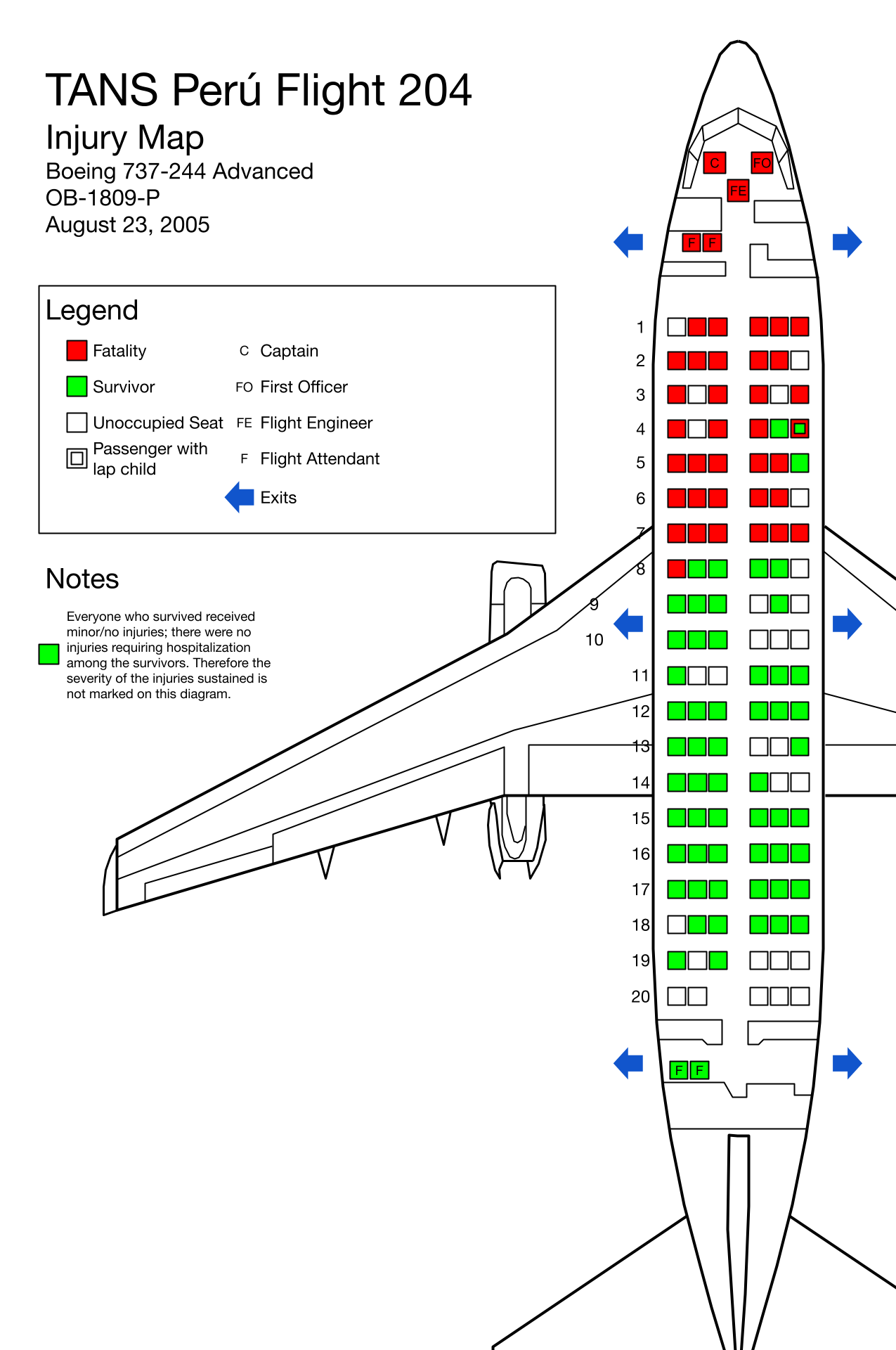
Schéma indiquant la répartition des blessés et des victimes dans la cabine de l'avion.

Sur les 91 passagers et sept membres d'équipage présent à bord, 35 passagers et cinq membres d'équipage (dont les 3 pilotes) sont morts dans l'accident. Cinquante-huit personnes ont survécu à l'accident, dont beaucoup avec des blessures graves, principalement des brûlures et des membres cassés. La plupart des victimes étaient parmi les passagers voyageant à l'avant de l'avion.

## Enquête et causes de l'accident
L'enregistreur des conversations a été retrouvé, mais l'enquête a été rendue difficile par le pillage effectué sur le lieu du crash, les enquêteurs offrant une prime pour restitution de l'autre boîte noire. L'enregistreur de données n'a pas pu être exploité, ayant été endommagé.
L'accident est causé par de mauvaises conditions météorologiques présentent à proximité de Pucallpa, le tout aggravé par une erreur d'appréciation du commandant de bord, qui n'a pas suivi les procédures standard requises dans ce type de conditions météorologiques.
Le commandant de bord a repris le contrôle de l'avion pendant l'approche, mais le pilote stagiaire n'a pas immédiatement surveillé les instruments de bord ; en conséquence, l'équipage n'a pas remarqué la descente rapide de l'avion durant les quelques secondes cruciales dont il disposait pour éviter l'accident, et ont également omis de remettre la pleine poussée des moteurs, alors indispensable pour reprendre de l'altitude en cas de cisaillement de vent.

## Médias
L'accident a fait l'objet d'un épisode dans la série télé Air Crash nommé « Atterrissage à l'aveugle » (saison 12 - épisode 10).